# Макаров, Василий Николаевич
Василий Николаевич Макаров (1903, Елец — ?) — советский партийный деятель.

## Биография
Родился в 1903 году в Ельце.
В 1922 году вступил в РКП(б). Участник Гражданской войны (находился в отряде особого назначения 13-й армии и Юго-Западного фронта).
В 1920-е годы — на комсомольской работе.
С января 1936 года заведовал отделом руководящих кадров Западного обкома ВКП(б). 27 мая 1937 года на 5-й областной партийной конференции по предложению И. П. Румянцева избран вторым секретарём обкома. После ареста И. П. Румянцева (17.6.1937) снят с должности, исключён из партии и назначен начальником коммунхоза в Смоленске.
Был делегатом XVI съезда ВКП(б) (1930), XVI (1929) и XVII партконференций (1932).
Арестован 8 октября 1937 года Управлением госбезопасности Управления НКВД Смоленской области. 27 октября 1939 военным трибуналом Орловского ВО по статье 587, 8, 11 УК РСФСР приговорён к высшей мере наказания; Военной коллегией Верховного суда СССР приговор изменён 17 декабря 1939 года на 10 лет заключения в ИТЛ.
Дальнейшая судьба не известна.  Реабилитирован 29 августа 1956 года Военной коллегией Верховного суда СССР.